# Papillomaviridae
Nota: As características da vertente humana do vírus do papiloma são discutidas no artigo Vírus do papiloma humano
Papillomaviridae é uma família de vírus que infectam vertebrados (incluindo humanos).  Os papilomavírus possuem genoma de DNA fita dupla circular, que mede de 6,8  a 8,4 kb e codifica entre 8 e 10 ORFs. A partícula viral destes vírus consiste em um capsídeo icosaédrico (formado por 72 capsômeros), não-envelopado, medindo de 52 a 55 nm. A replicação e a montagem dos vírions ocorre no núcleo celular. Alguns papilomavírus são oncogênicos, como o vírus do papiloma humano (HPV). Papillomaviridae integra o grupo I do sistema de classificação de Baltimore.

## ClassificaçãotaxonômicadePapillomaviridae
Esta família viral possui 16 gêneros:
- Alphapapillomavirus
- Betapapillomavirus
- Gammapapillomavirus
- Deltapapillomavirus
- Epsilonpapillomavirus
- Etapapillomavirus
- Iotapapillomavirus
- Kappapapillomavirus
- Lambdapapillomavirus
- Mupapillomavirus
- Nupapillomavirus
- Omikronpapillomavirus
- Pipapapillomavirus
- Thetapapillomavirus
- Xipapillomavirus
- Zetapapillomavirus